# لورنسو مارتینس
لورنسو مارتینس (اسپانیایی: Lorenzo Martínez‎؛ زادهٔ ۵ سپتامبر ۱۹۵۱) بازیکن والیبال اهل کوبا بود.